# Tubipora
Tubipora is een geslacht van zachte koralen uit de familie Tubiporidae. 

## Soorten
- Tubipora chamissonis Ehrenberg, 1834
- Tubipora fimbriata Dana, 1846
- Tubipora hemprichi Ehrenberg, 1834
- Tubipora musica Linnaeus, 1758
- Tubipora syringa Dana, 1846